# Jan Stanienda
Jan Stanienda (ur. 22 stycznia 1953 w Bytomiu, zm. 22 września 2021) – polski skrzypek i kameralista.
Studiował w Akademii Muzycznej w Warszawie w klasie skrzypiec Krzysztofa Jakowicza. Od 1975 członek, a od 1977 solista i koncertmistrz Polskiej Orkiestry Kameralnej Jerzego Maksymiuka. Kierownik artystyczny Orkiestry Kameralnej „Leopoldinum” (1993–1995), współzałożyciel i dyrektor artystyczny Orkiestry Kameralnej „Wratislavia” (1996). Pomysłodawca i dyrektor artystyczny corocznego wrocławskiego Festiwalu Muzyki Kameralnej „Wieczory w Arsenale” (od 1997). Dyrektor artystyczny corocznych Europejskich Warsztatów Muzycznych i Letnich Warsztatów Orkiestrowych w Kołobrzegu (od 2005).
Współpraca ze światowej sławy artystami: Yehudi Menuhinem, Maurice'em André, Michalą Petri, Wandą Wiłkomirską, Barbarą Hendricks, Andriejem Gridczukiem, Guyem Touvronem i in. Występy we wszystkich krajach Europy oraz m.in. Nowym Jorku, Osace i Tokio.
Był laureatem Wrocławskiej Nagrody Muzycznej za sezon 2005/2006. W 2013 otrzymał Srebrny Medal „Zasłużony Kulturze Gloria Artis”.

## Upamiętnienie
Od 2022 Wydział Instrumentów Smyczkowych UMFC organizuje Międzyuczelniany Konkurs Kaprysów im. Jana Staniendy. W 2023 odbyła się jego druga edycja.